# Dan Mathews
Pour les articles homonymes, voir Mathews.
Dan Mathews, né le 25 octobre 1964, est un des vice-présidents de People for the Ethical Treatment of Animals. Il est connu pour diriger les campagnes de PETA les plus controversées et qui attirent l'attention, y compris les publicités "I'd Rather Go Naked Than Wear Fur", ainsi que les campagnes impliquant des célébrités telles que Morrissey, Pamela Anderson, Rose, et Paul McCartney.

## Biographie
Dan Mathews naît le 25 octobre 1964.
En 2000, il a été nommé par le magazine gay Genre (en) comme l'une des personnes les plus influentes du nouveau siècle. Interrogé par le magazine qu'il considérait comme une personne gay influente, il a répondu, tueur  "Andrew Cunanan, parce qu'il a fait arrêter Gianni Versace d'utiliser la fourrure." En 2007, Mathews a été classé 37e parmi les "50 hommes gays et femmes les plus puissants d'Amérique" dans le magazine Out
Mathews a écrit un mémoire, Committed: A Rabble-Rouser's Memoir, qu'il qualifie de "récit d'aventure. C'est comme si 007 portait des tenues bizarres". Committed a été publié aux États-Unis par Atria books en 2007 et au Royaume-Uni par Duckworth Overlook en 2009. Le livre raconte comment il est devenu une personne publique, les divers exploits qu'il a entrepris pour PETA et les différentes campagnes qu'il a menées
En mai 2009, il a commenté les actions du gouverneur général du Canada qui, en participant à une tradition inuit, a consommé un cœur de phoque cru. Il aurait dit au Toronto Star, "Nous sommes étonnés qu'un fonctionnaire canadien se livrerait à une telle soif de sang. On dirait qu'elle essaie de donner aux Canadiens une image encore plus néandertalienne dans le monde qu'ils ne l'ont déjà.". Bien que Mathews admette être attiré par les extrêmes, il déclare que lui et PETA s'engagent exclusivement dans des activités légales, mais ils ne condamnent pas nécessairement les actions des extrémistes des droits des animaux

## Publications
- Mathews, Dan, "Committed: A Rabble-Rouser's Memoir", Atria Books, 2007.  (ISBN 0-7432-9187-5)
- Mathews, Dan, "Committed: A Rabble-Rouser's Memoir", Duckworth Overlook, 2009.  (ISBN 978-0-7156-3846-0)